# Joy Tamblin
Pamela Joy Tamblin (11 de enero de 1926-Cornualles, 8 de marzo de 2015), conocida como Joy Tamblin, era una oficial de alto rango de la Real Fuerza Aérea británica (RAF). Fue directora de la Women's Royal Air Force desde 1976 hasta 1980.

## Carrera militar
Durante la Segunda Guerra Mundial, Tamblin sirvió en el Auxiliary Territorial Service y trabajó desencriptando códigos en Bletchley Park entre 1943 y 1945. Se unió a la Women's Royal Air Force en 1951. Sirvió en el Departamento de Educación de 1951 a 1955, y en el Departamento Administrativo de 1955 a 1976. Fue comandante de la RAF Spitalgate desde 1971 hasta 1974, y directora de la Women's Royal Air Force desde 1976 hasta 1980.
Tras la guerra Tamblin fue "licenciada con el rango de Cabo" y decidió estudiar en la Universidad de Durham, logrando una licenciatura en "Geografía y Economía". Poco después, Tamblin dirigió un centro de educación y luego pasó a la rama administrativa en 1955, lo que la llevó a la rama de "personal y dirección general". En 1951, se unió a la RAF y comenzó su formación durante doce semanas para convertirse en oficial.
Desarrolló sus habilidades como "entrevistadora, proyeccionista y oradora pública, y además, aprendió a administrar cuentas". Tamblin tenía muchas responsabilidades diferentes, lo que sigue siendo una situación poco frecuente para las mujeres incluso hoy en día.
Murió el 8 de marzo de 2015 en Cornualles, a los 89 años de edad, después de haber fallecido su marido, Douglas.

## Reconocimientos
En las condecoraciones por el cumpleaños de la reina de 1980, Tamblin fue nombrada Compañera de la Orden del Baño (CB).